# Myszołów hawajski
Myszołów hawajski (Buteo solitarius) – gatunek średniej wielkości ptaka drapieżnego z rodziny jastrzębiowatych (Accipitridae). Występuje endemicznie na wyspie Hawai'i na Hawajach, gdzie jest nazywany ʻio. Jest jedynym jastrzębiowatym, który pochodzi z Hawajów, a skamieliny wskazują, że zamieszkiwał on jednocześnie wyspy Hawaiʻi, Molokaʻi, Oʻahu i Kauaʻi.

## Systematyka
Jest to gatunek monotypowy – nie wyróżnia się podgatunków.
W 1870 amerykański ornitolog Robert Ridgway zbadał okaz (odmiana ciemna), o którym sądzono wówczas, że pochodzi z Kalifornii, i uznał go za nowo odkryty gatunek, nadając mu nazwę Onychotes gruberi. Drugi nieopisany okaz, tym razem odmiany jasnej, Ridgway zbadał w 1876; również w tym przypadku podejrzewano, że pochodzi z Kalifornii. Okazy wysłano do europejskich badaczy, którzy stwierdzili, że nie należą one do żadnych przedstawicieli jastrzębiowatych Starego Świata, tak więc przez pewien czas Onychotes gruberi był uznawany za prawdopodobnego przedstawiciela północnoamerykańskiej awifauny. Dopiero w 1885 Ridgway zdał sobie sprawę, że okazy te są identyczne z myszołowem hawajskim. Wydaje się nieprawdopodobne, by ptaki te mogły przelecieć z Hawajów do Kalifornii, i wszystko wskazuje na to, że zostały odłowione na Hawajach.

## Morfologia
Myszołów hawajski ma około 40 do 46 cm długości. Samica, która waży średnio 605 g, jest większa od samca, którego masa wynosi średnio 441 g. Istnieją dwie odmiany kolorystyczne: ciemna (ciemnobrązowa głowa, pierś i pasy) oraz jasna (ciemna głowa, jasna pierś i pasy). Stopy i nogi są żółtawe u dorosłych i zielonkawe u młodocianych.

## Ekologia i zachowanie
Myszołów hawajski pozostaje samotny przez cały rok i broni swoich terytoriów. Gniazdują od marca do września i zwykle składają tylko jedno jajo, ale czasami potrafią złożyć do trzech. Samica wysiaduje większość czasu w ciągu 38 dni inkubacji, podczas gdy samiec wykonuje większość polowań. Po wykluciu się pisklęcia samica zezwala na odwiedziny samca tylko podczas dostarczania pokarmu do gniazda. Młode opuszcza gniazdo po siedmiu lub ośmiu tygodniach. Pięćdziesiąt do siedemdziesięciu procent gniazd z powodzeniem rozwija młode.
Myszołów hawajski zwykle poluje z pozycji stacjonarnej, ale może również nurkować na ofiarę z powietrza. Ponieważ na Hawajach występuje niewiele rodzimych ssaków lądowych (hawajski nietoperz jest jedynym rodzimym ssakiem lądowym na Hawajach), pierwotna dieta prawdopodobnie składała się głównie z mniejszych ptaków, takich jak nielotne kaczki, które niegdyś zamieszkiwały Hawaje. Obecnie żywi się głównie wprowadzonymi zwierzętami, takimi jak szczury, jaszczurki i ptactwo łowne, a także bezkręgowcami takimi jak owady. Karmił się także wroną ogorzałą, ptakiem, który wyginął na wolności. Ptak był królewskim symbolem w hawajskiej legendzie i czasami nazywa się go „ʻiolani” lub „wywyższony jastrząb”.

## Status i zagrożenia
Międzynarodowa Unia Ochrony Przyrody (IUCN) uznaje myszołowa hawajskiego za gatunek bliski zagrożenia (NT – near threatened) nieprzerwanie od 1994. W 1997 szacowano, że liczebność populacji wynosi około 1100 dorosłych osobników. Trend liczebności populacji uznaje się za stabilny.
Powszechnym zagrożeniem dla tych ptaków są: degradacja ich rodzimych siedlisk leśnych, nielegalne polowania, zatrucia, zderzenia z pojazdami, głód i drapieżnictwo ze strony innych zwierząt.